# Aksel Bonde Hansen
Aksel Bonde Hansen (ur. 29 maja 1918 w Horne, zm. 27 maja 1996 w Horsens) – duński wioślarz, srebrny medalista olimpijski.
Wystąpił na igrzyskach olimpijskich w Londynie w 1948, gdzie osada Danii w składzie: Helge Halkjær, Aksel Bonde Hansen, Helge Muxoll Schrøder i Ib Storm Larsen wywalczyła srebrny medal w czwórkach bez sternika. W finale o 4,5 przegrali z Włochami, a o 4,2 sekundy pokonali osadę USA. Był to jego jedyny start olimpijski.
Ponadto zdobył srebrny medal w ósemkach na mistrzostwach Europy w Mediolanie (1950).